# Batalla de Canope
La batalla de Canope o batalla d'Alexandria va ser enfrontament armat entre l'exèrcit francès, sota les ordres del General Menou, i els cossos expedicionaris britànics, sota Sir Ralph Abercromby.

## Antecedents
Una expedició britànica comandada pel general Ralph Abercromby va desembarcar prop del a badia d'Abukir el març de 1801 i el 21 de març es van enfrontar prop de les ruïnes de Nicòpolis d'Egipte, a l'estreta llengua de terra entre el mar i el llac Abukir, pel qual les tropes britàniques havien avançat cap a Alexandria després de les accions d'Abukir del 8 de març i de Mandora del 13 de març.

## Batalla
Tot i l'intent d'atac sorpresa inicial francès, l'enfrontament va acabar amb una victòria decisiva dels britànics, que posteriorment van assetjar Alexandria, fins a la rendició del 2 de setembre de 1801.

## Conseqüències
Els britànics van perdre 1.468 soldats (morts, ferits i desapareguts; incloent-hi Abercromby), mentre que van morir 1.160 soldats francesos i 3.000 van resultar ferits. Els britànics van avançar fins Alexandria, que va quedar assetjada, i on la guarnició es va rendir el 2 de setembre i se'ls va permetre tornar a França en vaixells britànics, abandonant vaixells i armes.